# 임복진
임복진(林福鎭, 1937년 9월 20일 ~ )은 대한민국의 군인, 정치인이다. 제14·15대 국회의원을 지냈다. 본관은 조양이며, 광주 출신이다.

## 학력
- 1950년 광주대성국민학교 졸업
- 1953년 광주서중학교 졸업
- 1956년 광주제일고등학교 졸업
- 1960년 육군사관학교 문학사
- 1962년 육군보병학교 졸업
- 1964년 육군포병학교 졸업
- 1969년 국방대학교 행정학사 졸업
- 1972년 국방대학원 행정학 석사 졸업

## 경력
- 1966년부터 이듬해 1967년까지 베트남 전쟁에 1년간 참전.
- 국방대학원 교수
- 육군 제25사단장
- 육군 전투병과학교장
- 육군본부 교육참모부 부장
- 육군 제2군사령부 부사령관
- 육군본부 작전교육참모국 국장
- 제14대 국회의원(광주 남구) - 민주당
- 제15대 국회의원(광주 남구) - 새정치국민회의
- 국회 정보통신 포럼 회장
- 국방위원
- 정보위원
- 조선대학교 행정학과 겸임교수
- 제15대 대통령직 인수위원회 위원
- 민주당 선대위고문
- 열린우리당 전임고문(2006년)
- 대한민국헌정회 이사

## 상훈
- 보국훈장천수장
- 보국훈장삼일장

## 역대 선거 결과
|  | 84.30% |

|  | 86.38% |

|  | 34.47% |

## 같이 보기
- 서구 을 (1988년 광주 선거구)
- 광주 서구의 국회의원
- 남구 (광주 선거구)
- 광주 남구의 국회의원